# Gümüşsu, Akkışla
Gümüşsu là một xã thuộc huyện Akkışla, tỉnh Kayseri, Thổ Nhĩ Kỳ. Dân số thời điểm năm 2008 là 79 người.